# Pedro Pablo León
Pedro Pablo León García (* 23. Juni 1943 in Lima; †  9. Mai 2020 ebenda), auch Perico León, war ein peruanischer Fußballspieler.

## Karriere

### Verein
Pedro Pablo León begann in seiner Heimatstadt bei Alianza Lima mit dem Fußballspielen. Ab 1961 spielte er professionell bei Alianza und gewann 1962, 1963 und 1965 die peruanische Meisterschaft. 1963 und 1967 wurde er Torschützenkönig der Primera División.
Bis 1970 blieb er bei seinem Stammverein. 1971 wechselte León nach Ecuador zum Barcelona Sporting Club, mit dem er auf Anhieb den Meistertitel gewann.
1973 kehrte er für ein Jahr zu Alianza Lima zurück. In den Folgejahren spielte er in Peru für  Juan Aurich, Unión Tumán und Deportivo Municipal. 1978 ging erneut ins Ausland zu Deportivo Galicia, wo er 1979 den venezolanischen Pokal gewann. Dort beendete er 1980 seine Spielerkarriere.

### Nationalmannschaft
Zwischen 1963 und 1973 bestritt Pedro Pablo León 49 Länderspiele für die peruanische Fußballnationalmannschaft, in denen er 15 Tore erzielte.
Er debütierte 1963 beim Campeonato Sudamericano in Bolivien, wo ihm im Verlauf des Turniers zwei Treffer gelangen.
Anlässlich der Fußball-Weltmeisterschaft 1970 in Mexiko wurde er in das peruanische Aufgebot berufen. Bei diesem Turnier kam er in allen Vorrundenspielen sowie bei der 2:4-Niederlage im Viertelfinale gegen den späteren Weltmeister Brasilien zum Einsatz.
Sein letztes Spiel für die Nationalmannschaft bestritt er am 28. März 1973 in Lima beim peruanischen 1:0-Sieg gegen Paraguay.

## Tod
Pedro Pablo León starb am 9. Mai 2020 im Alter von 76 Jahren in seiner Heimatstadt an Lungenentzündung und Nierenversagen.

## Erfolge
- Peruanischer Meister: 1962, 1963 und 1965
- Ecuadorianischer Meister: 1971
- Venezolanischer Pokalsieger: 1979
- Torschützenkönig der peruanischen Primera División: 1963 und 1967